# Dimeria keralae
Dimeria keralae är en gräsart som beskrevs av N.C.Nair, Sreek. och Velukutty Jayachandran Nair. Dimeria keralae ingår i släktet Dimeria och familjen gräs. Inga underarter finns listade i Catalogue of Life.